# Tipula (Vestiplex) caroliniana
Tipula (Vestiplex) caroliniana is een tweevleugelige uit de familie langpootmuggen (Tipulidae). De soort komt voor in het Nearctisch gebied.